# Lucy Qinnuayuak

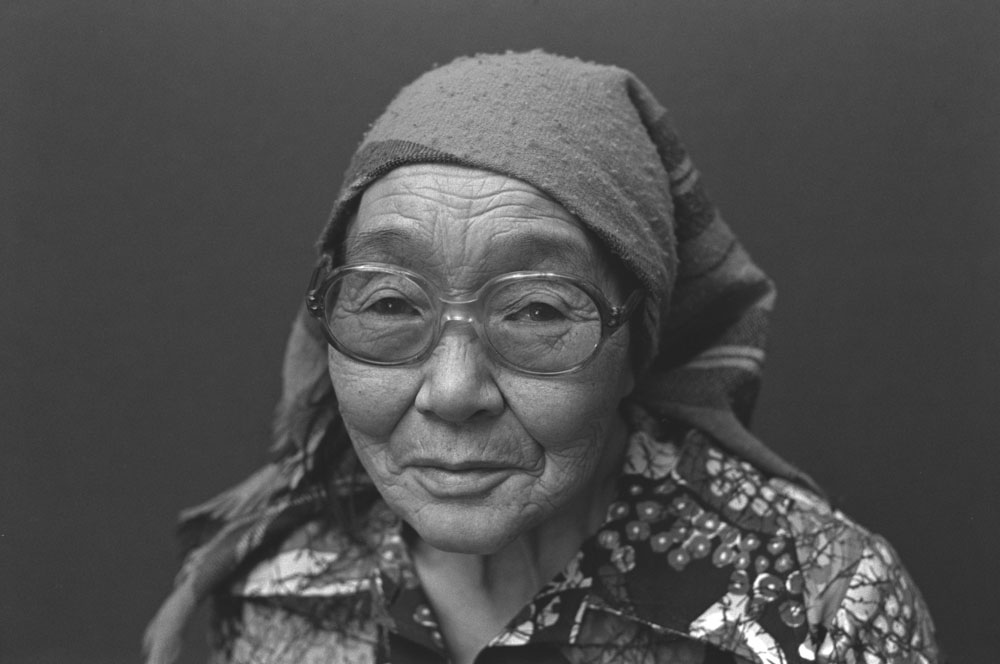
Studioporträt von Lucy Qinnuayuak, West Baffin Cooperative (1980)

Lucy Qinnuayuak (* 1915 in Salluit; † 10. September 1982 in Cape Dorset) war eine kanadische Inuit-Künstlerin, die als Zeichnerin und Grafikerin tätig war.

## Künstlerische Laufbahn
Qinnuayuak begann in den späten 1950er Jahren zu zeichnen und war eine der Ersten, die auf die Anfrage nach Zeichnungsvorlagen durch James Archibald Houston antwortete, der mit Inuit-Druckgrafik experimentierte. 1961 wurden ihre Arbeiten erstmals in die Drucksammlung von Kinngait (damals noch Cape Dorset) aufgenommen, und bis zu ihrem Tod 1982 wurden 136 ihrer Drucke in der Sammlung veröffentlicht. 
Qinnuayuak arbeitete hauptsächlich mit Graphitstiften und Buntstiften und experimentierte in den 1970er und 1980er Jahren mit Wasserfarben und Acryllack. In den letzten beiden Jahrzehnten ihres Lebens schuf sie hunderte von Bildern von stilisierten Vögeln und Schauplätzen, welche die Rolle der Frau in der traditionellen Inuit-Kultur darstellen. Qinnuayuaks Arbeit war bekannt für die Darstellungen von arktischen Vögeln, diese wurde in und außerhalb von Kanada ausgestellt. Einer ihrer Entwürfe wurde als Werbebanner für die Olympischen Sommerspiele 1976 verwendet und ihre Steingravur We all have something to do ist Teil der Sammlung der Kunst der Ureinwohner des Senats von Kanada.
Qinnuayuaks Arbeiten wurden in mehr als 80 Gruppen- und Einzelausstellungen gezeigt, einschließlich der Inuit-Print-Ausstellung, welche von dem Department of Indian Affairs und dem Canadian Museum of Civilization organisiert und von 1977 bis 1982 international ausgestellt wurde. 
Ihre Werke werden von verschiedenen kanadischen Institutionen gesammelt, einschließlich der Art Gallery of Ontario, dem Canadian Museum of History, dem Inuit Cultural Institute, der Art Gallery of Sudbury und dem Macdonald Stewart Art Centre.